# Чугунка (Томская область)
Чугунка — деревня в Колпашевском районе Томской области России. Входит в состав Саровского сельского поселения.

## География
Деревня находится в центральной части Томской области, в пределах юго-восточной части Западно-Сибирской равнины, в таёжной зоне, на правом берегу протоки Матьянга реки Оби, на расстоянии примерно одного километра (по прямой) к юго-востоку от города Колпашева, административного центра района. Абсолютная высота — 58 метров над уровнем моря.
Часовой пояс
Деревня Чугунка, как и вся Томская область, находится в часовой зоне МСК+4. Смещение применяемого времени относительно UTC составляет +7:00.

## Население
| 2002 | 2010 | 2012 | 2013 | 2014 | 2015 | 2021 |
| ---- | ---- | ---- | ---- | ---- | ---- | ---- |
| 187  | ↘171 | ↘164 | ↗165 | ↘159 | ↘158 | ↘89  |

Половой состав
По данным Всероссийской переписи населения 2010 года в гендерной структуре населения мужчины составляли 46,8 %, женщины — соответственно 53,2 %.
Национальный состав
Согласно результатам переписи 2002 года, в национальной структуре населения русские составляли 95 %.

## Улицы
Уличная сеть деревни состоит из шести улиц и трёх переулков.